# ALICE (MY LITTLE LOVERの曲)
『ALICE』（アリス）は、MY LITTLE LOVERの4枚目のシングル。1996年4月22日にトイズファクトリーより発売された。

## 解説
- シングルとしては「Hello, Again 〜昔からある場所〜」に次ぐミリオンセラーのヒット曲となった。この曲から小林武史がメンバーに加わっており、ジャケットにも登場している。3人それぞれが特徴あるメイクを施しているなど、前作までには見られない試みがうかがえる。
- この楽曲の発表半年後、1996年10月には、当時としては珍しいINTERNET CD-ROM 『ALICE IN WONDERLAND』[1]が発売された。インターネットの普及という背景が後押しし、このCD-ROMのジャケット内には当時MY LITTLE LOVERのホームページ内にあったプレミアムエリアへ特別にアクセスできるというアクセスキーナンバーが隠されていた。CD-ROMの内容は、①森の中を進んでいくゲーム的なコンテンツか、②当時（1995年10月〜1996年9月）のホームページの擬似体験ができるコンテンツのどちらかを選び進んでいくもの。①の森の中にあるオブジェクトをクリックすると『evergreen』に収録されている曲がフォトスライドショー付きで再生され、当時発表されていた全楽曲に加え、未公開の写真などが見られる。ALICEまでのシングル作品のPVも、容量の関係で小さな画面に圧縮されているものの、全曲収録されている[注釈 1]。②では『evergreen』の制作に関して、小林による解説が全曲に渡り詳しくなされており、ロサンゼルスで行われた『evergreen』のレコーディングの際の状況が動画再生できるという非常に凝ったものであった。当時はDVDが一般的に普及していない上に、通信技術がデジタル化されておらず発展途上の段階であったことを考えると、この作品は当時のITを集積した力作であると言える。

## 収録曲
| 全作詞: 小林武史 & AKKO、全作曲・編曲: 小林武史。 |                                          |                 |            |              |      |
| #                                                 | タイトル                                 | 作詞            | 作曲・編曲 | 金管楽器編曲 | 時間 |
| 1.                                                | 「ALICE」                                | 小林武史 & AKKO | 小林武史   | 村田陽一     | 5:13 |
| 2.                                                | 「めぐり逢う世界」                       | 小林武史 & AKKO | 小林武史   |              | 4:42 |
| 3.                                                | 「ALICE」(instrumental version)          | 小林武史 & AKKO | 小林武史   | 村田陽一     | 5:14 |
| 4.                                                | 「めぐり逢う世界」(instrumental version) | 小林武史 & AKKO | 小林武史   |              | 4:40 |
| 合計時間:                                         | 合計時間:                                | 合計時間:       | 19:49      |              |      |

### 解説
1. ALICE
森永製菓「ICE BOX」CMソング。CMにはAKKO本人が出演していた。曲名は『不思議の国のアリス』にちなむ[2]。
前作とは打って変わり、デジタル色を前面に出した曲になっている。小林は「森」をイメージしたとのこと。AKKOがシングルでの作詞に初参加しており、「いけない気持ち」「いい事しよう」「性」「熱い体」などと一部これまでより過激な詞が見受けられる。冒頭のAKKOのつぶやきは「私が森の中を進んでいくと、時計は反対に回っていた」を逆再生したもので、2番以降の記号で示された部分の歌詞は、Windows 95の発売後一般に普及が始まったパソコンのハードディスクのノイズや、アナログ回線により普及し始めていたインターネットへの接続の際に、ダイヤル中のモデムから発生するノイズを表現したとのこと[注釈 2]。
2024年現在、各種配信やサブスクリプションサービスにおけるこのシングルの項目でも音源が『NEW ADVENTURE』収録のアルバムバージョンに差し替えられているため、シングルバージョンは発売当時の8cmCDでしか聴くことができない。
2. めぐり逢う世界
『evergreen』からのリカット曲。冒頭のサウンドエフェクトが省略されている。
2024年現在、各種配信やサブスクリプションサービスにおけるこのシングルの項目でも音源が『evergreen』収録のアルバムバージョンに差し替えられているため、発売当時の8cmCDでしか聴く事が出来ないバージョンとなっている。

## 収録アルバム
- evergreen (#2、原曲)
- NEW ADVENTURE (#1、アルバムバージョン)
- singles (#1、アルバムバージョン)
- akko (#1、アルバムバージョン)
- Best Collection (#1、アルバムバージョン)
- acoakko debut (#1、アコースティック・ヴァージョン)